# Display a cristalli liquidi

Componenti di un LCD twisted nematic riflettivo
1) Polarizzatore verticale.
2) Schermo di vetro con maschera delle zone scure.
3) Strato con i cristalli liquidi.
4) Strato di vetro con elettrodi.
5) Polarizzatore orizzontale.
6) Superficie riflettente.

Lo schermo ai cristalli liquidi (in acronimo LCD, dall'inglese Liquid Crystal Display) è un tipo di display che utilizza le proprietà di modulazione della luce dei cristalli liquidi.
È utilizzato come dispositivo di visualizzazione in una vasta gamma di applicazioni, tra cui televisori LCD, monitor per computer, pannelli di strumenti e nella segnaletica. Piccoli LCD sono comuni anche in diversi dispositivi portatili di consumo, per esempio in fotocamere digitali, orologi e smartphone. I display a cristalli liquidi possono avere dimensioni che variano da poche decine di millimetri a oltre 100 pollici.

## Storia
Il primo utilizzo dei cristalli liquidi per un display fu opera di George Heilmeier nel 1965.
A partire dagli anni 2000, la tecnologia LCD, insieme a quella al plasma, ha inizialmente affiancato e poi sostituito in quasi tutte le applicazioni la tecnologia degli schermi con tubo a raggi catodici (CRT), vecchia di quasi un secolo, durante il quale era stata pressoché l'unico sistema di visualizzazione su schermo utilizzato.

## Descrizione e funzionamento

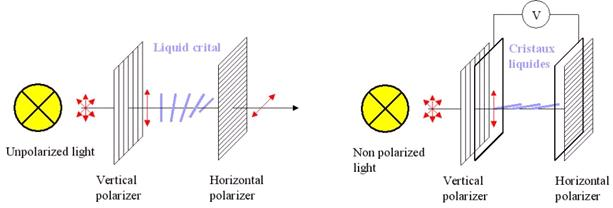
Funzionamento di un elemento a cristalli liquidi trasmissivo: a sinistra il pixel o segmento è acceso e la luce (polarizzata) transita, mentre a destra, la rotazione dei cristalli liquidi dovuta all'applicazione di una differenza di potenziale impedisce il passaggio della luce.

L'LCD è basato sulle proprietà ottiche di particolari sostanze denominate cristalli liquidi. Questo liquido è intrappolato fra due superfici vetrose provviste di numerosissimi contatti elettrici con i quali poter applicare un campo elettrico al liquido contenuto. Ogni contatto elettrico comanda una piccola porzione del pannello identificabile come un pixel (o subpixel per i display a colori), pur non essendo questi ultimi fisicamente separati da quelli adiacenti come avviene invece in uno schermo al plasma. Sulle facce esterne dei pannelli vetrosi sono poi posti due filtri polarizzatori disposti su assi perpendicolari tra loro. I cristalli liquidi ruotano di 90° la polarizzazione della luce che arriva da uno dei polarizzatori, permettendole di passare attraverso l'altro.
Prima che il campo elettrico sia applicato, la luce può passare attraverso l'intera struttura e, a parte la porzione di luce assorbita dai polarizzatori, l'apparecchio risulta trasparente. Quando il campo elettrico viene attivato le molecole del liquido si allineano parallelamente al campo elettrico, limitando la rotazione della luce entrante. Se i cristalli sono completamente allineati col campo, la luce che vi passa attraverso è polarizzata perpendicolarmente al secondo polarizzatore, e viene quindi bloccata del tutto facendo apparire il pixel non illuminato. Controllando la rotazione dei cristalli liquidi in ogni pixel, si può dunque regolare la quantità di luce che può passare. Si noti però che in questo modo un pixel guasto apparirà sempre illuminato. In realtà alcuni tipi di pannelli funzionano all'opposto, cioè sono trasparenti quando accesi e opachi quando spenti per cui un pixel guasto resta sempre "spento".
Nei PC o TV a colori l'unità di misura delle dimensioni del display è comunemente il pollice (un pollice corrisponde a 2,54 cm), ed è la distanza misurata in diagonale tra due angoli opposti del pannello. Le dimensioni variano da 12 a oltre 100 pollici, con risoluzioni che nelle TV vanno da 640 x 480 a 3840 x 2160 pixel e anche oltre per applicazioni speciali.
Una delle caratteristiche principali dei pannelli a cristalli liquidi, rispetto ai precedenti tubi a raggi catodici, è il relativamente basso consumo di energia elettrica, che li rende adatti anche per applicazioni in apparecchiature portatili alimentate da batterie. Gran parte del consumo è attribuibile alla retroilluminazione, che varia anche in base alla tecnologia adottata, per esempio i pannelli LCD con retroilluminazione a LED hanno consumi assai più contenuti rispetto a pannelli di dimensioni simili ma con retroilluminazione a lampade fluorescenti.

## Tipi di display

### Display trasmissivi, riflettivi e transflettivi

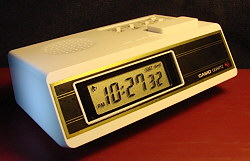
Display a cristalli liquidi riflettivo

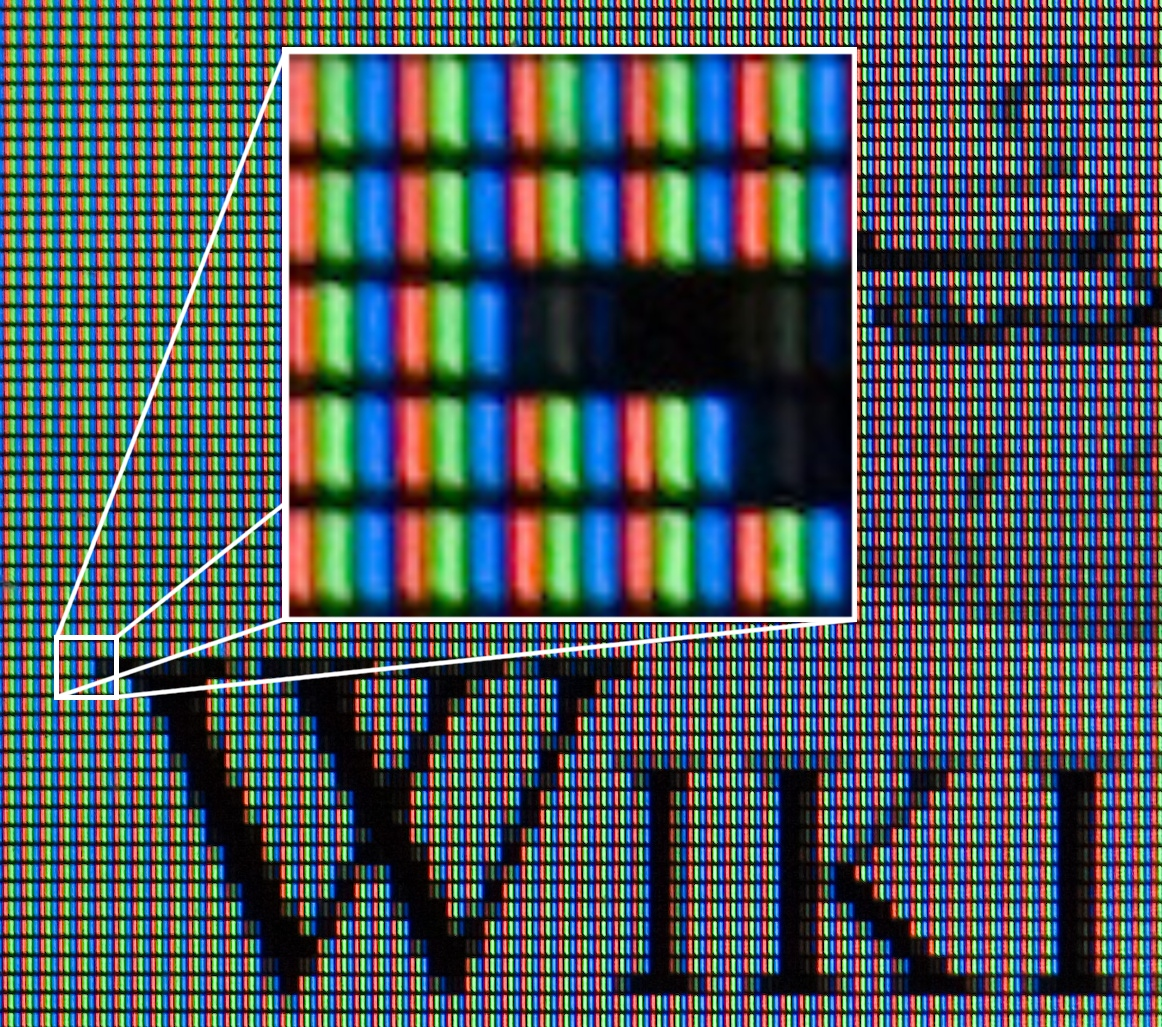
Display trasmissivo (cioè retroilluminato). Nell'ingrandimento si nota come ogni pixel è in realtà suddiviso in 3 sub-pixel. Questi sono dotati di filtro rosso, verde, o blu: variando la luminosità di ogni sub-pixel si può ottenere la gamma di colori.

I display LCD possono essere usati in due modalità denominate trasmissiva e riflettiva. Quelli di tipo trasmissivo sono illuminati da un lato e vengono visti dall'altro. In pratica una luce viene posizionata sul retro del pannello e i cristalli liquidi agiscono da filtro, facendo passare solo la componente cromatica desiderata. In questo modo si ottengono display molto luminosi, d'altro canto però la fonte di luce può consumare più energia di quella richiesta dal solo display. Hanno generalmente una buona leggibilità in condizioni di scarsa luce ambientale, mentre diventano poco visibili in condizioni di forte illuminazione, risultando più adatti per l'uso in interni.
I display LCD di tipo riflettivo usano la luce presente nell'ambiente, che viene riflessa da uno specchio posto dietro lo schermo; hanno un contrasto più basso rispetto all'LCD trasmissivo, infatti la luce è costretta a passare due volte attraverso il filtro. Il vantaggio principale di questo tipo di display è che l'assenza di una fonte di luce artificiale mantiene i consumi energetici molto bassi. Un piccolo display LCD consuma così poco che può essere alimentato da una semplice cella fotovoltaica. Hanno una buona leggibilità in condizioni di forte illuminazione ambientale, mentre risultano sempre meno leggibili al diminuire dell'illuminazione esterna, un esempio sono le calcolatrici.
I display transflettivi cercano di unire le caratteristiche migliori dei trasmissivi e dei riflettivi. Hanno un semi-specchio posto dietro il display, in grado di riflettere la luce frontale (come i riflessivi), ma di far passare la luce proveniente da un illuminatore posto nella parte posteriore (come i trasmissivi). Questo tipo di display si va diffondendo rapidamente, soprattutto negli apparecchi mobili (telefoni cellulari e computer palmari), per la sua buona leggibilità in tutte le condizioni di luce.

### Display attivi e passivi
I display LCD con un numero modesto di segmenti, come quelli usati nelle calcolatrici o negli orologi digitali, sono provvisti di un contatto elettrico per ogni segmento. Il segnale elettrico per controllare ogni segmento è generato da un circuito esterno; questo tipo di struttura diventa improponibile man mano che il numero di segmenti aumenta.
I display di medie dimensioni, come quelli delle agende elettroniche, hanno una struttura a matrice passiva. Questo tipo di struttura ha un gruppo di contatti per ogni riga e colonna del pannello, invece che per ogni pixel. Lo svantaggio è che può essere controllato solo un pixel alla volta, gli altri pixel devono ricordare il loro stato finché il circuito di controllo non si dedica nuovamente a loro. Il risultato è un contrasto ridotto ed una certa difficoltà a visualizzare bene le immagini in rapido movimento; il problema va peggiorando man mano che il numero di pixel aumenta.
Per i display ad alta risoluzione, come per esempio quelli usati nei monitor per computer, si usa un sistema a matrice attiva. In questo caso il display LCD contiene una sottile pellicola di transistor (Thin Film Transistor - TFT). Questo dispositivo memorizza lo stato elettrico di ogni pixel del display mentre gli altri pixel vengono aggiornati; questo metodo permette di ottenere immagini molto più luminose e nitide rispetto agli LCD tradizionali.
La durata media dei display LCD può superare le 50.000 ore; questo dato, unitamente alla notevole e costante riduzione del loro prezzo, rende questa tecnologia una valida alternativa ai display a tubo catodico (ormai quasi abbandonata).

## Parametri di un pannello LCD
I principali parametri che caratterizzano un display LCD a matrice attiva (TFT) sono contrasto, luminosità (o più propriamente luminanza), linearità dei grigi, angolo di visuale, tempo di risposta e resa cromatica. Inoltre per la televisione, pur non facendo parte del pannello vero e proprio, anche l'elettronica di "scalatura" dell'immagine è fondamentale nel determinare la qualità video.

### Contrasto e retroilluminazione
Il rapporto fra la luminosità del bianco e la luminosità del nero è definito contrasto. Si tratta quindi di un parametro tipico del pannello, dipendente dalla capacità dei cristalli liquidi di bloccare la luce proveniente dalla retroilluminazione; viceversa, il cosiddetto "contrasto dinamico" non dipende solamente dai cristalli liquidi ma anche dalla retroilluminazione: è infatti il rapporto fra il bianco, misurato con la retroilluminazione alla massima intensità, e il nero, misurato con la retroilluminazione al valore minimo. I valori di contrasto dinamico sono pertanto formalmente molto più alti di quello nativo dei pannelli, mediamente di un rapporto di almeno 1 a 5.
Generalmente i migliori pannelli LCD vantano contrasti nativi dello stesso ordine di grandezza di quelli dinamici dichiarati nei pannelli più vecchi; in genere comunque i contrasti dinamici sono dell'ordine di grandezza delle diverse migliaia a 1, se non delle decine di migliaia a 1, mentre quelli statici solitamente partono da attorno ai 1000:1 a salire. Una immagine che abbia sia parti chiare che scure mette tuttavia in difficoltà un pannello che vanta alti contrasti dinamici in quanto la luminosità della retroilluminazione è unica, per cui il reale contrasto sarà quello nativo dei cristalli liquidi e non quello dinamico.
Si è nel tempo sviluppata la tecnologia retroilluminazione a LED, distinguendo due diversi metodi per il loro posizionamento, sensibilmente diversi tra loro: la retroilluminazione "laterale", costituita da LED posti sul bordo del display e controllabili "in blocco", e quella "a tappeto luminoso" (che può avere una risoluzione pari o anche molto inferiore alla risoluzione del pannello LCD), una tecnica più recente, la quale per mezzo di un microprocessore dedicato, permette il cosiddetto "local dimming", una funzione che agisce dinamicamente sulle varie porzioni di retroilluminazione, ottimizzandole in base ad ogni singolo fotogramma in riproduzione, migliorandone pertanto sensibilmente il contrasto. Nel tempo, la corretta dizione "schermo LCD a retroilluminazione LED" viene spesso abbreviata in "schermo a LED", anche se impropria (i LED presenti hanno il "solo" scopo di retro illuminare).
Forti contrasti sono tuttavia necessari solo per l'uso in piena luce del pannello LCD; si rileva infatti che il contrasto realmente percepito dipende anche dall'illuminazione dell'ambiente e dalla finitura superficiale dello schermo (lucido/riflettente od opaco/diffondente). Poiché in ogni caso lo schermo non è un corpo nero e riflette una parte della luce che lo colpisce, la luminanza del nero viene alterata se questi viene colpito da una forte luce ambiente. Viceversa, ad esempio per la visione di un film in un ambiente scuro (il tipico soggiorno alla sera), contrasti elevati sono in genere fastidiosi in quanto le parti di immagine più luminose hanno un effetto abbagliante, riducendo la percezione dei dettagli nelle parti più scure e aumentando l'effetto scia percepito.

### Tempi di risposta bianco-nero, grigio-grigio, tempo percepito ed effettoscia
Il meccanismo di funzionamento di un display a cristalli liquidi si basa sul fatto che, orientandosi in modo opportuno, i cristalli liquidi possono consentire o meno il passaggio della luce proveniente dalla retroilluminazione del pannello. Il tempo di risposta totale è in genere definito come il tempo necessario ai cristalli liquidi per passare da uno stato "tutto chiuso" (nero) ad uno "tutto aperto" (bianco), per poi tornare al "tutto chiuso" (BTB). Tuttavia alcuni produttori misurano solo il passaggio dal bianco al nero (o viceversa) a cui conseguono quindi valori di tempo più bassi. Inoltre, non è detto che il passaggio dal bianco al nero abbia la stessa durata del passaggio dal nero al bianco. In realtà questo valore spesso vantato dai produttori non è significativo, in quanto è raro che in un filmato si passi dal bianco al nero (o viceversa); ben più frequente è che si passi da una sfumatura di grigio ad un'altra e i tempi per le transizioni grigio-grigio (G2G o GTG) sono generalmente più lunghi di quelle bianco-nero.
In seguito si è in parte corretta questa lentezza sul grigio-grigio mediante tecniche di overdrive (sovratensione) dei pannelli a cristalli liquidi, al costo però di un aumento del "rumore" delle immagini e/o talvolta, specie sui pannelli più vecchi, di una riduzione dei colori riproducibili (p.e. 6 bit anziché 8, simulati poi attraverso tecniche di dithering).
Il cosiddetto "effetto scia" che spesso viene attribuito ai pannelli LCD è solo in parte riferibile al tempo di risposta dei cristalli liquidi; in parte è anche da imputarsi al fenomeno phi, cioè dipende dalla fisiologia dell'occhio umano. Infatti, la percezione dell'effetto scia è anche legata al fatto che i pannelli LCD mantengono l'immagine fra un frame e l'altro e sono retroilluminati in continuo, a differenza di un tradizionale tubo a raggi catodici in cui l'immagine è "ricostruita" alla frequenza di refresh dello schermo (50 o 100 Hz la TV; da 60 fino a 120 Hz un monitor per computer). In altre parole, mentre i fosfori di un CRT tendono da soli a "spegnersi" subito dopo il passaggio del pennello di elettroni, in un LCD-TFT (come in tutti i display a matrice attiva, plasma o LED) i pixel conservano la luminosità "fino a nuovo ordine", cioè fino al successivo fotogramma del filmato. Questo è un grande vantaggio nei monitor per computer poiché l'immagine è stabile e non sfarfalla, ma diventa un problema con immagini in movimento come nelle TV per i film: ciascun fotogramma risulta infatti in parte sovrapposto al precedente a causa sia della lentezza dei cristalli liquidi a cambiare stato, sia alla persistenza della visione sulla retina. Di fatto anche con un teorico LCD con tempo di risposta istantaneo sarebbe sempre presente un certo effetto scia.
Per compensare l'effetto scia che si genera con il ritardo di risposta, si possono utilizzare varie soluzioni. Una di queste prende la denominazione di "motion blur reduction", ideata da LG, che agisce sullo sfarfallio della retroilluminazione, andandolo ad accentuare e adattare per ridurre l'effetto fantasma sulle immagini in rapido movimento.
Tali soluzioni sono spesso accomunate (anche impropriamente) da diciture tipo 100 Hz, anche se non hanno sempre a che fare con i 100 Hz dei CRT e anzi talune cercano di imitare il funzionamento di un classico CRT a 50 Hz. Tale effetto viene ottenuto mediante l'intercalamento di quadri completamente neri (o con luminosità ridotta), quadri intermedi interpolati calcolati dall'elettronica del display oppure mediante spegnimenti sequenziali brevissimi delle lampade di retroilluminazione (realizzando una sorta di scansione luminosa dello schermo); alcune di queste soluzioni potrebbero determinare un aumento della percezione di sfarfallamento del display LCD.

### Luminosità e resa cromatica della retroilluminazione

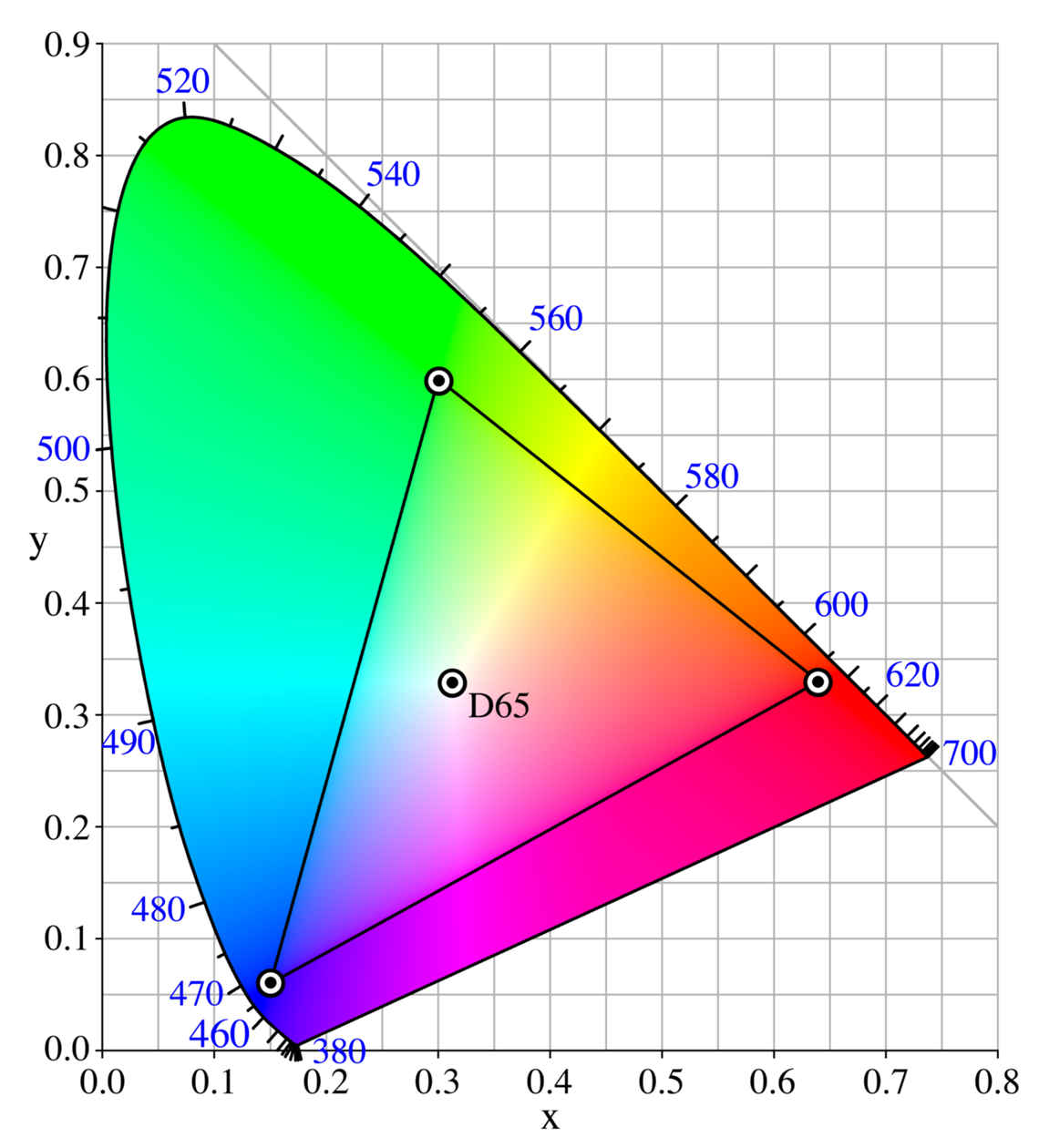
Diagramma dello spazio dei colori CIE 1931 (gamma percepibile dall'occhio umano) e gamut del modello di colore sRGB (il triangolo nero contenente i colori riproducibili con l'RGB).

I display LCD sono caratterizzati da una luminosità molto elevata, dell'ordine delle centinaia di candele al metroquadro (cd/m²): questa elevata luminosità li rende ben visibili anche con una forte luce ambientale ma può risultare fastidiosa per la visione in un ambiente buio o semi-buio. Il motivo per cui i costruttori adottano retroilluminazioni così forti può essere spiegato con l'effetto che tale luminosità ha sul "contrasto dinamico". Esso è, a parità di pannello a cristalli liquidi, tanto più elevato quanto maggiore è il rapporto fra il bianco, misurato con la massima retroilluminazione, ed il nero, misurato con la minima retroilluminazione; quindi l'aumento della luminosità massima è il modo più semplice per pubblicizzare valori di contrasto dinamico molto elevati. Inoltre, una forte luminosità tende ad aumentare la persistenza della visione sulla retina incrementando il tempo di risposta e l'effetto scia percepiti.
Discorso a parte merita la resa cromatica del pannello, ovvero la capacità di riprodurre una vasta gamma di colori. Premesso che nessun genere di display di alcun tipo è in grado di riprodurre tutti i colori percepibili dall'occhio umano, la resa cromatica dipende in buona parte dalla retroilluminazione, e nella fattispecie dalla monocromaticità dei colori RGB (rosso verde e blu) dei subpixel. Con le lampade di retroilluminazione a scarica si ottengono risultati discreti ma l'uso di LED permette di migliorare ulteriormente il livello di monocromaticità dei tre colori fondamentali, con il conseguente effetto di aumentare la superficie del gamut, cioè del triangolo avente per vertici i tre colori RGB e che rappresenta le sfumature di colore riproducibili dal display.

### Angolo di visuale in relazione a luminosità e contrasto

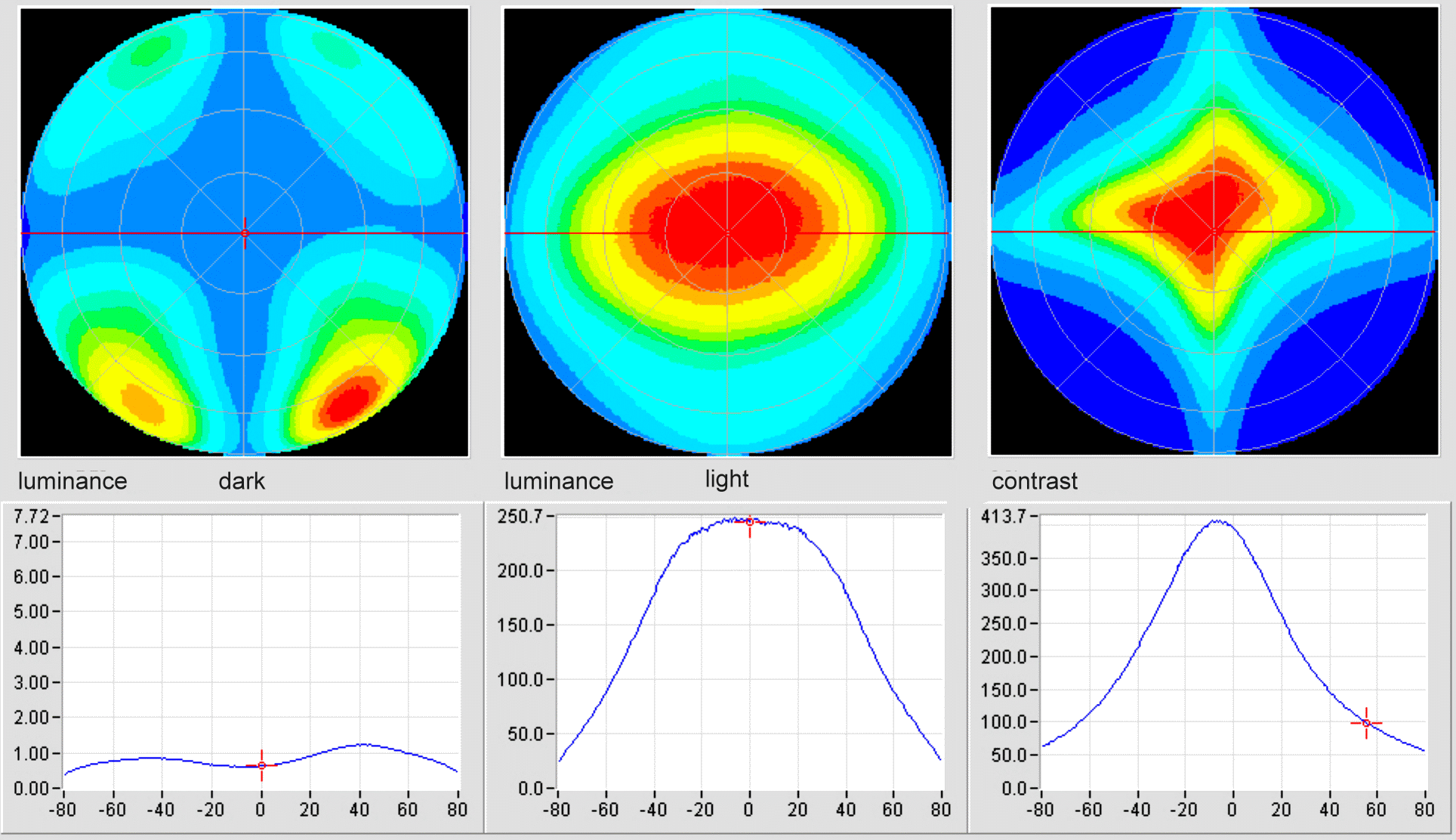
Variazione di luminosità e contrasto al variare dell'angolo di visuale.

L'angolo di visuale è un altro parametro importante di cui esistono diverse modalità di misurazione. Gli angoli di visuale pubblicizzati si riferiscono in genere all'angolo massimo sotto cui si può guardare lo schermo LCD mantenendo una luminosità e un contrasto "accettabili"; il grado di "accettabilità" può essere liberamente stabilito dai produttori, per cui è possibile che i dati forniti da produttori diversi abbiano significati diversi. Ad esempio, il limite è in genere individuato da un contrasto di 10:1, per cui si ottiene un certo angolo di visuale; se si considera invece 5:1, l'angolo di visuale aumenterà, pur riferendosi allo stesso identico pannello cristalli liquidi con le stesse identiche caratteristiche.
Inoltre i valori dati dai produttori riguardano l'angolo estremo (in verticale ed in orizzontale) su cui si ha un decadimento del contrasto ai valori sopra citati, ma tale numero non specifica come questo valore decade al variare dell'angolo, a quali valori si hanno con angoli non orizzontali/verticali ma diagonali, né alle differenze fra angolo verso l'alto o verso il basso (su alcuni pannelli fortissime); indicazioni di questo genere possono invece essere ricavate da analisi polari.

### Imperfezione della scala dei grigi
Nel sistema RGB adottato da computer, DVD, DVB, alta definizione, ecc., il grigio può assumere 256 livelli pari alle combinazioni possibili con 8 bit. Un valore 0 corrisponde al nero mentre 255 corrisponde al bianco. Quindi se un display ha una luminosità massima, ad esempio, di 400 cd/m², tale livello di luminosità corrisponderà al bianco, cioè ad un valore di 255 sulla scala dei grigi. Molto meno esplicito è il fatto che al valore di 128 (metà scala) non corrisponda il valore di 200 cd/m²; il valore reale di luminosità è generalmente molto più basso e il parametro che correla il segnale d'ingresso all'emissione luminosa è denominato correzione di gamma. In altri termini, la scala di grigi non è lineare ma segue un andamento esponenziale, con dilatazioni e compressioni; ad esempio il nero (valore 0) non è completamente buio, inoltre al crescere dei valori RGB l'andamento della luminosità cresce meno marcatamente di quanto in teoria ci si potrebbe aspettare, per poi aumentare notevolmente verso il fondo della scala. È quindi possibile che alcuni valori di grigio vicini non siano in pratica distinguibili fra loro, specie agli estremi della scala (basse ed alte luci); va altresì notato che la variazione di luminosità e contrasto in genere non è lineare con l'angolo di osservazione.
Alcuni tipi di pannelli (le famiglie *VA) presentano una miglior resa e distinzione delle diverse tonalità di grigio, in particolare sulle basse luci, se guardati in posizione leggermente angolata piuttosto che centralmente.

### Pixel bruciati
Gli LCD, anche nuovi, possono presentare dei pixel bruciati, cioè impossibili da controllare a causa di una difettosità al film di transistor tipico delle matrici TFT. In alcuni tipi di pannelli lo stato acceso del pixel corrisponde al bianco, in altri corrisponde al nero (cioè nero=acceso, bianco=spento), ne consegue che un guasto potrà risultare in un pixel (o più probabilmente un subpixel R, G o B) perennemente acceso oppure perennemente spento a seconda del tipo di pannello LCD.

## Famiglie di pannelli TFT
Le principali famiglie di pannelli LCD di tipo TFT sono:
- TN - twisted nematic
- TT - transflective (transflettiva) è presente una lamina transflettiva tra la retroilluminazione e i cristalli liquidi, in modo da sfruttare anche l'illuminazione ambientale per la luminosità del display[4], esistono tante tecnologie proprietarie che utilizzano tale soluzione, quali BE+ SolarbON, Boe Hydis Viewiz, Motion Computing View Anywhere, LG Display Shine-Out, NEC Displays ST-NLT, DEMCO CSI SOLARBON, Pixel Qi 3Qi, Panasonic CircuLumin, Getac QuadraClear, Dell DirectVue o DirectView, Motorola Mobility AnyLight
- VA - vertical alignment
  - MVA (multi-domain vertical alignment)
    - P-MVA / S-MVA
    - A-MVA

  - PVA (patterned vertical alignment)
    - S-PVA
    - SVA (tipo di pannello VA sviluppato da Samsung[5] da non confondere con la sigla SVA che sta per "Standard Viewing Angles" usata da alcuni OEM per indicare pannelli TN di fascia economica)

  - ASV (Advanced Super View)
- IPS - in-plane switching
  - S-IPS
  - H-IPS
  - AS-IPS / ES-IPS
  - IPS-Pro
- LTPS - polisilicio a bassa temperatura, viene realizzato tramite laser e necessita di meno componenti per la realizzazione della matrice LED e delle sue connessioni.[6]

Nel mondo dei monitor LCD per computer (sia desktop che notebook) le tipologie più diffuse sono il TN e l'IPS con reciproci vantaggi e svantaggi.